# Sân bay Almirante Padilla
Sân bay Almirante Padilla (tiếng Tây Ban Nha: Aeropuerto Almirante Padilla) (IATA: RCH, ICAO: SKRH) là một sân bay ở gần Riohacha, một thành phố của tỉnh Guajira thuộc Colombia. Sân bay này có một đường băng dài 1650 m. Đây là nơi hoạt động của các hãng vận chuyển hành khách và vận tải hàng hóa như Avianca.

## Các hãng hàng không và các tuyến điểm

### Các hãng vận chuyển hàng hóa
- Avianca do SAM cung ứng (Bogotá)

### Các hãng vận tải hàng hóa
- Líneas Aéreas Suramericanas